# Xantismo (biología)

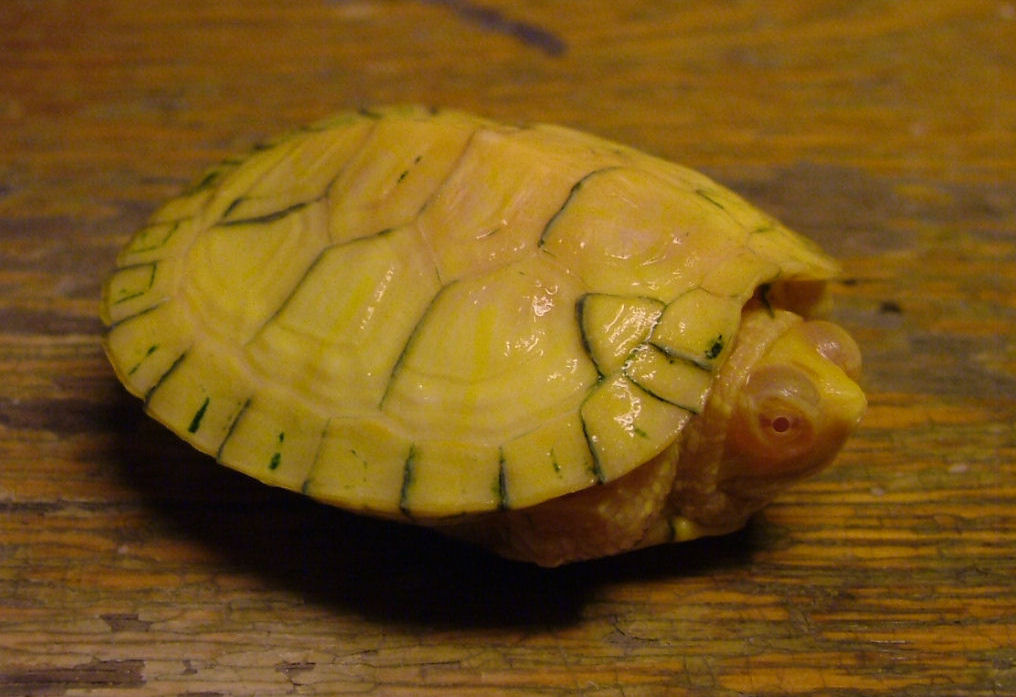
Xantismo en una tortuga de orejas rojas.

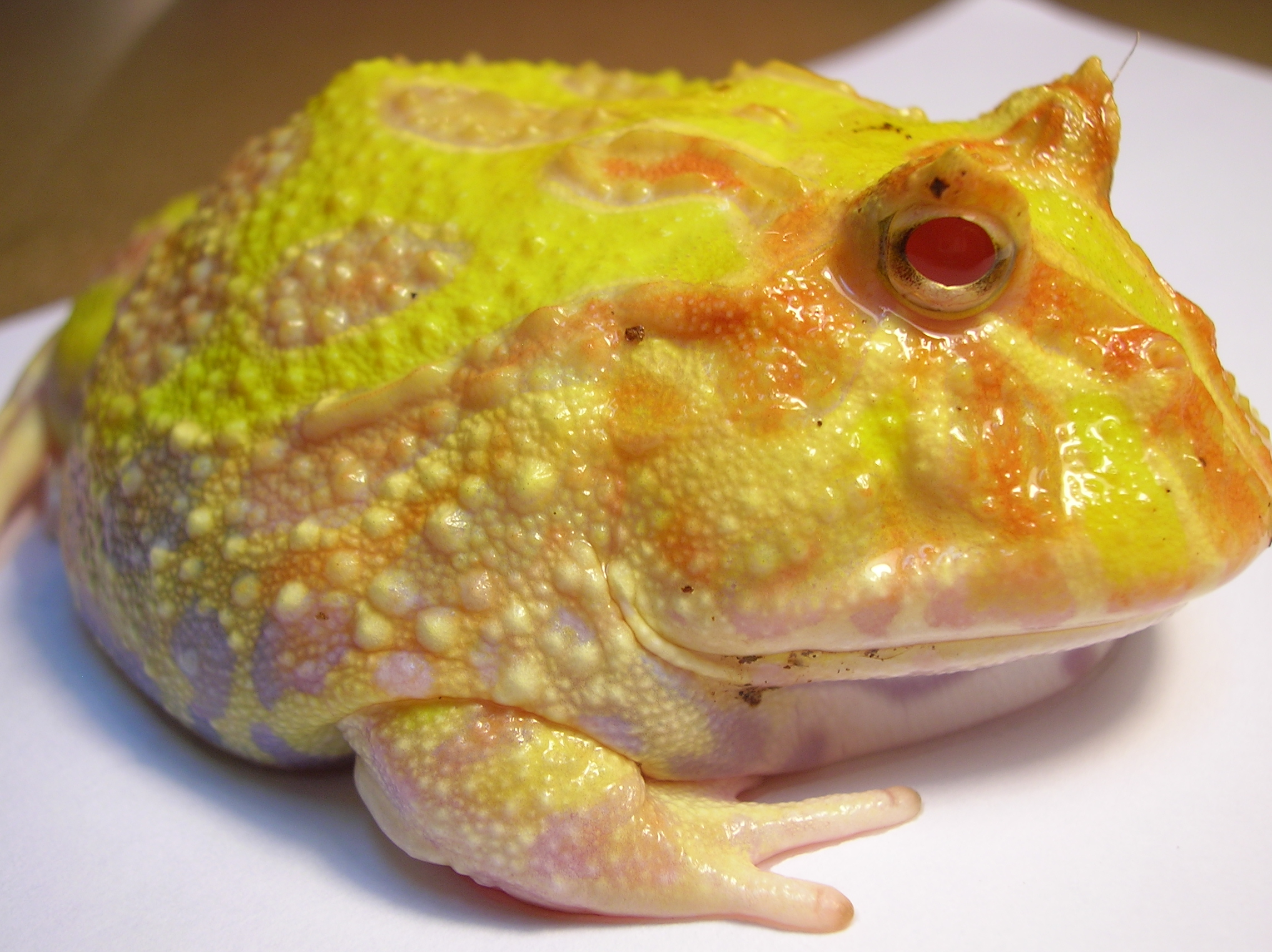
Xantismo en un escuerzo pampeano.

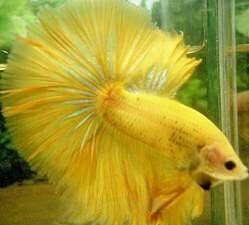
Xantismo en un pez beta.

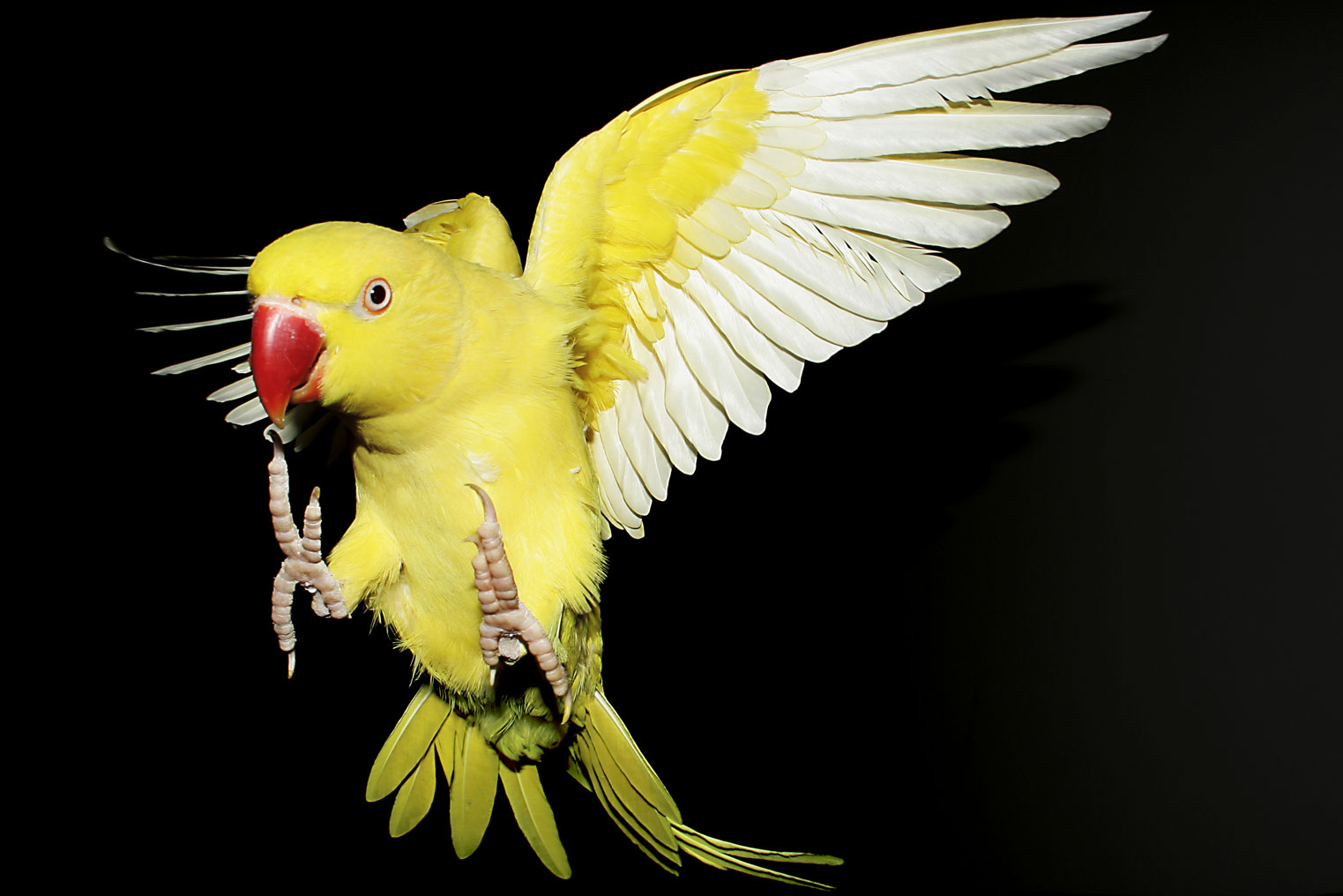
El xantismo es algo más habitual en algunas especies de psitácidos, como en esta cotorra de Kramer (Psittacula krameri).

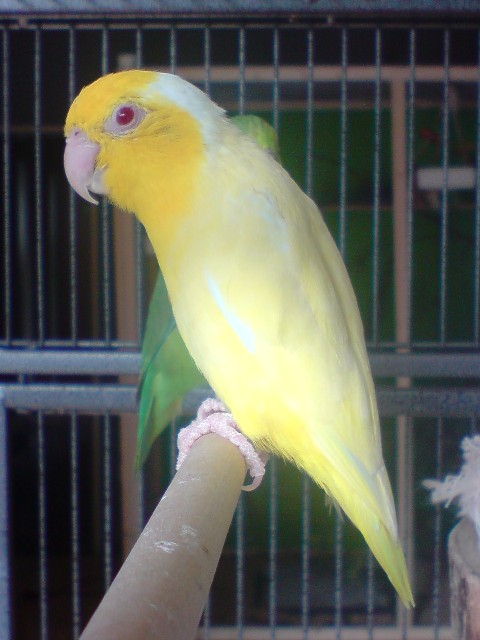
Xantismo en una cotorrita celestial.

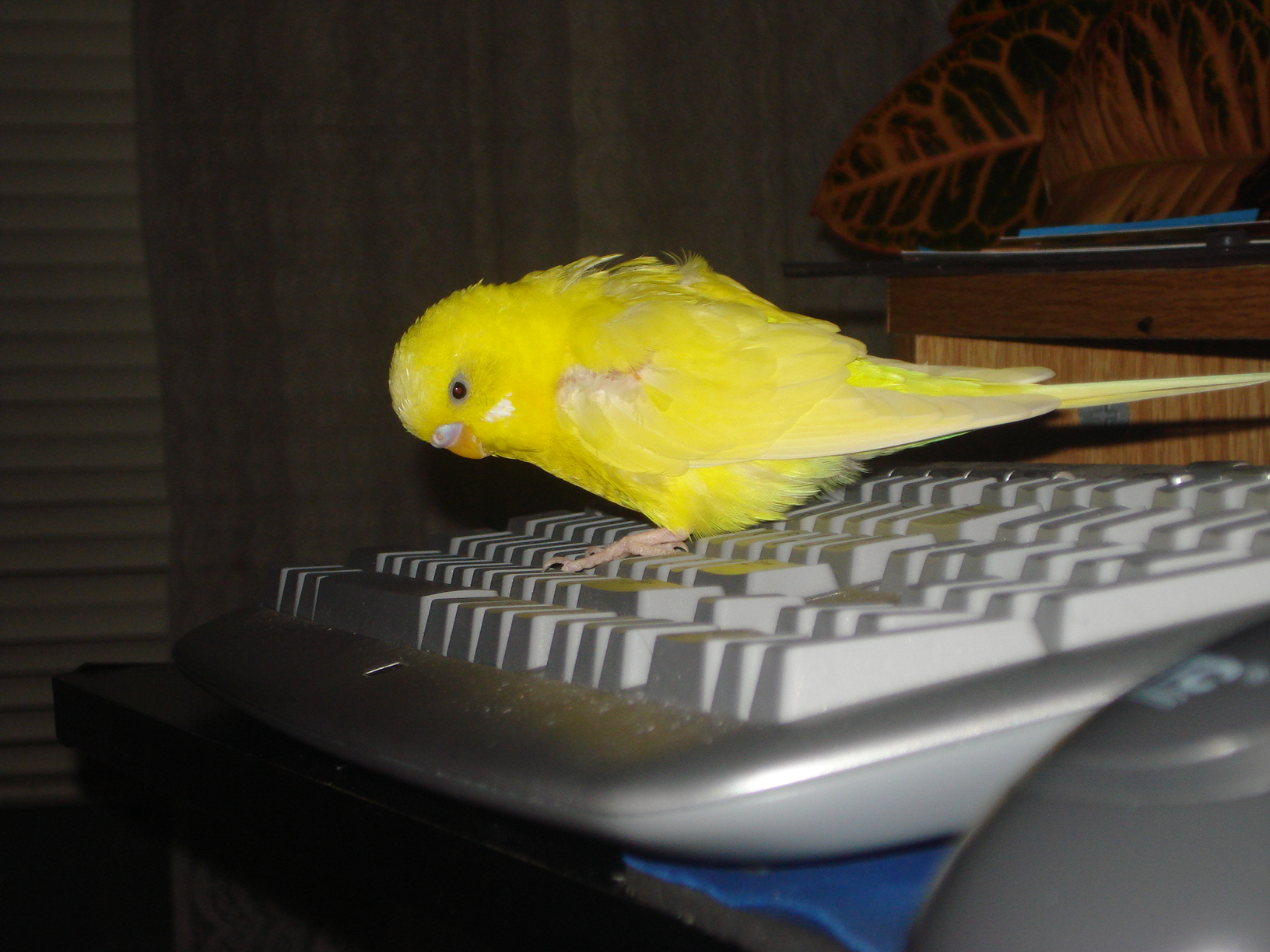
Xantismo en una cotorrita australiana.

Se conoce como xantismo (del griego ξανθός (xanthos) que significa ‘amarillo’), también denominado popularmente variedad amarilla, mutación amarilla o lutino (término característico en avicultura ornamental), a una anormalidad fenotípica en el patrón cromático habitual de una especie, la cual se expresa en la exhibición total o parcial de escamas, piel, pelaje o plumaje de color amarillo, el que puede ser desde claro a presentar tonos anaranjados. Lo contrario del xantismo es el ‘‘axantismo’’. 

## Acepciones no relacionadas
No debe ser confundido con el término empleado en seres humanos para definir una forma de albinismo a la que antes se denominaba ‘‘xantismo’’ y que hoy se la llama ‘‘albinismo oculocutáneo tipo 3’’ o ‘‘albinismo oculocutáneo rufo’’. También se debe separar de la expresión ‘‘xantocromía’’, propia del estudio de las estructuras macroscópicas del cuerpo humano, que se aplica cuando un líquido u órgano toman diagnósticamente un color amarillo, como ocurre cuando en el muy claro líquido cefalorraquídeo se produce una liberación de hemoglobina como resultado de una hemorragia en el sistema nervioso central.

## Causas del xantismo
Mayormente ocurre por una anomalía pigmentaria genética debida a un gen recesivo. También se postuló para algunos tipos la influencia que puede ejercer la contaminación en ejemplares susceptibles, la dieta y en algunos tipos especiales, la respuesta del organismo a la acción de un endoparásito. 

## Xantismo en peces
En los peces esta anomalía es infrecuente, aunque es muy buscada por los criadores de peces para acuario, los cuales utilizan ejemplares xánticos como base para la creación de nuevas variedades con patrones de coloración amarillo.
Un tipo especial de xantismo no directamente genético se presenta en determinadas especies del orden de los Characiformes, como el tetra amarillo (Hyphessobrycon bifasciatus) o el tetra oro (Hemigrammus rodwayi). Algunos individuos más propensos, en vez de presentar su coloración típica, muestran sus escamas y parte de sus aletas con un atractivo brillo dorado metálico, que hace que parezca que se han cubierto con polvo de oro. Ese color dorado proviene del exceso de depósitos de guanin o guanina que es secretado por la piel de esos peces para intentar combatir a parásitos dérmicos o endoparásitos, como los tremátodos.

## Xantismo en aves
Para gran cantidad de especies de aves se ha reportado casos de xantismo, ya sea completo o total o parcial. Mayormente se presenta en muy baja frecuencia de aparición. En algunos órdenes es más frecuente, como ocurre en los psitácidos. En algunas especies puede expresarse como mutación dependiente del sexo, es decir, recesiva en los machos pero dominante en las hembras, ya que en estas se elimina totalmente la eumelanina, tanto en plumas como en ojos, patas y pico, dando ejemplares amarillos con patas rosas, y ojos rojos.

## Xantismo en reptiles
No son comunes los casos de xantismo en reptiles silvestres, ya que suele generar una pérdida del camuflaje, el cual al animal le permite cazar y no ser cazado, al confundirse con su entorno al desdibujar su figura.